# Shotton Colliery
Shotton Colliery – wieś w Anglii, w hrabstwie Durham. Leży 13 km na wschód od miasta Durham i 371 km na północ od Londynu. W 2001 miejscowość liczyła 4265 mieszkańców.